# Herman Hesselink
Herman Gijsbert Hesselink (Arnhem, 19 april 1876 – Hilversum, 19 februari 1954) was een Nederlands voetballer.
Hesselink was in 1892 samen met zijn broer Willem Hesselink oprichter van de Arnhemse voetbalclub Vitesse. Zowel Willem als Herman Hesselink kwamen als voetballers uit voor Vitesse.